# Prawia, Jawia i Nawia
Prawia, Jawia i Nawia – trzy wymiary lub cechy kosmosu w rodzimowierstwie słowiańskim. Prawia pojawia się dopiero w Księdze Welesa (będącej XIX-/XX-wiecznym falsyfikatem ), podczas gdy starsze źródła mówią jedynie o Nawii i Jawii. W niektórych interpretacjach ich jedność jest symbolizowana przez boga Trzygłowa; Ebon z Reims zapisał, że Trzygłów był postrzegany jako ucieleśnienie łączności i pośrednictwa między Niebem, Ziemią a światem podziemnym. Czeski etnograf Karel Jaromír Erben udokumentował, że owym trzem wymiarom odpowiadają barwy biała, zielona i czarna.

## Znaczenie
Prawia (od prawo; por. sanskryckie ryta) jest źródłem naturalnego porządku, niekiedy opisywanym jako „Prawo Niebios”, na straży którego stoi bóg-prawodawca (Swaróg) i które przenika oraz reguluje pozostałe dwa aspekty świata.
Prawia jest jednocześnie sferą bóstw, będących źródłem wszystkich bytów; byty oraz bóstwa wspólnie współtworzą najwyższy ład. Jawia z kolei jest sferą materii i zdarzania się, tu i teraz gdzie rzeczy pojawią się, łączą, ale również rozpadają w przypadkowy sposób; Nawia jest światem ludzkich przodków, sferą ducha, obejmującą pamięć przeszłości oraz wizję przyszłości, dzięki czemu zapewnia ciągłość czasu.